# Leokratis Kesidis
Leokratis Kesidis (gr. Λεωκράτης Κεσίδης;ur. 6 października 1989) – grecki zapaśnik walczący w stylu klasycznym. Dziewiąty na mistrzostwach świata w 2018. Piąty na mistrzostwach Europy w 2018. Zajął 21 miejsce na igrzyskach europejskich w 2015. Mistrz śródziemnomorski w 2015 i trzeci w 2012 roku.